# 30306 Фридьєшрісс
30306 Фридьєшрісс  (30306 Frigyesriesz) — астероїд головного поясу, відкритий 2 травня 2000 року.
Тіссеранів параметр щодо Юпітера — 3,450.